# Nick Jonas
Pour les articles homonymes, voir Jonas (homonymie).
Nicholas Jerry Jonas connu sous le nom de Nick Jonas, né le 16 septembre 1992 à Dallas (Texas), est auteur-compositeur-interprète et acteur américain, qui s'est fait connaître grâce à la série télévisée Jonas mettant en scène le groupe Jonas Brothers auquel il appartient avec ses frères Joe et Kevin.

## Biographie
Né au Texas, Nick Jonas a grandi à Wyckoff dans le New Jersey. Il est le troisième fils de Paul Kevin Senior, un ancien pasteur évangélique des Assemblées de Dieu et Denise Jonas, une ancienne professeur de langue des signes. Il est le 3ème né parmi les frères : Kevin, Joe, et Frankie, le cadet.
Élevé dans une famille chrétienne pratiquante, ses frères et lui portent un anneau de pureté à l'annulaire gauche. Le mot "Poned" est inscrit à l'intérieur ce qui signifie "remis à plus tard" ou "reporté". Cette bague, très répandue dans la jeunesse chrétienne nord-américaine, signifie que celui qui la porte a fait le vœu de rester vierge jusqu'au mariage, mais il l'a retirée, tout comme Joe, en 2010 alors que Kevin l'a gardée jusqu'au mariage. Tout comme ses frères, il s’est aussi abstenu d’alcool, de tabac et de drogues.

## Carrière musicale
Nick a commencé à jouer à Broadway à l'âge de sept ans. Il a joué dans les comédies musicales tels que Les Misérables, La Belle et la Bête, Annie du Far West, The Sound Of Music.
Lui et ses frères ont fait partie d'un groupe de chorale dans leur église.

### Jonas Brothers

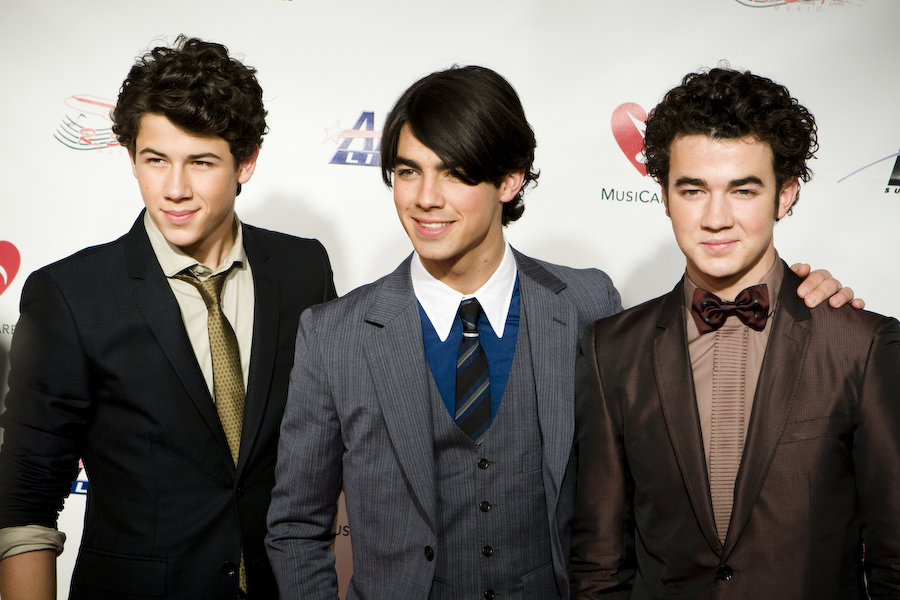
Jonas Brothers en 2009.

Au début de 2005, Columbia Records a un nouveau président, Steeve Greenberg, qui a l'occasion d'écouter le disque de Nick Jonas. Même s'il n'apprécie pas le style de l'album, il admire la voix de Nick. Après avoir entendu la chanson Please Be Mine, écrite et interprétée par les trois frères Jonas, à savoir Kevin, Joe et Nick, Daylight Records et Columbia Records décident de signer les trois artistes en tant que groupe. Après avoir signé avec Columbia, les frères ont songé à appeler leur groupe Sons of Jonas avant de prendre le nom de Jonas Brothers.
Le groupe a enregistré cinq albums studio ("It's About time", "Jonas Brothers", "A Little Bit Longer", "Lines, Vines and Trying Times" et "V") et un album Live (Jonas Brothers: the 3D Concert experience).

#### 2019: Retour des Jonas Brothers
Le 28 février 2019, après presque 10 ans d'absence, les Jonas Brothers ont officiellement annoncé leur retour avec un nouveau single, "Sucker", qui est sorti le 1er mars publié sur Republic Records. La chanson a fait ses débuts au numéro 1 des classements Billboard Hot 100, devenant ainsi la première chanson numéro 1 des Jonas Brothers dans un classement.
Le 5 avril, le groupe a publié le single "Cool (en)".
Le 22 avril 2019, le groupe annonçait la sortie de leur prochain album, Happiness Begins, prévu le 7 juin 2019.
Le 1er mai 2019, le trio s'est produit au Billboard Music Awards à Las Vegas.  
Le 9 novembre 2019, le trio s'est produit lors de la 21ème édition des NRJ Music Awards au Palais des festivals de Cannes,.
Le 26 janvier 2020, le trio s'est produit lors de la 62e cérémonie des Grammy Awards au Staples Center, à Los Angeles,.

### Carrière solo
Nick Jonas a également commencé une carrière solo en se lançant avec un autre groupe : The Administration (sans pour autant abandonner ses frères et les Jonas Brothers). Il ne s'agit que d'un "side-project" autrement dit d'un projet parallèle. Son premier album est sorti le 2 février 2010 aux États-Unis et s'intitule Who I Am. Nick Jonas a aussi joué en 2011 dans la comédie musicale Hairspray.
En 2013, il commence à enregistrer son premier album solo Nick Jonas. En 2014, il sort deux singles Chains et Jealous ; le 10 novembre il sortira son premier album.
En 2016, il sort son cinquième album solo, Last Year Was Complicated (en). L'actrice Shay Mitchell, apparaît dans le clip de la chanson Under You.
Le 12 mars 2021, il sort un sixième album solo, Spaceman (en).

### Entrepreneuriat
Nick Jonas possède, conjointement avec le styliste John Varvatos, une marque de Téquila nommé Villa One. Celle-ci contient des arômes d'ananas et de vanille.

### Concerts
Les Jonas Brothers ont fait beaucoup de tournées, dont deux mondiales.
Ils sont passés pas moins de deux fois en France en 2009 : le 14 juin au Zénith de Paris et le 26 novembre à Paris-Bercy. Cette date était la dernière de leur tournée : "World Tour 2009" pendant cette tournée ils sont également passés par la Belgique à Anvers le 14 novembre 2009.
Une tournée mondiale s'est entamée le 27 juillet 2010 aux États-Unis. Demi Lovato a assuré la première partie de cette tournée.
En 2016 il participe durant l'été à une tournée commune avec Demi Lovato, appelée Future Now.
Le 1er mai 2019, le groupe a officiellement annoncé une tournée intitulée « Happiness Begins Tour » aux États-Unis, Canada et le Mexique à partir du 7 août jusqu'au 14 décembre 2019 ainsi qu'une tournée européennes qui débutera du 29 janvier jusqu'au 22 février 2020.

## Carrière d'acteur

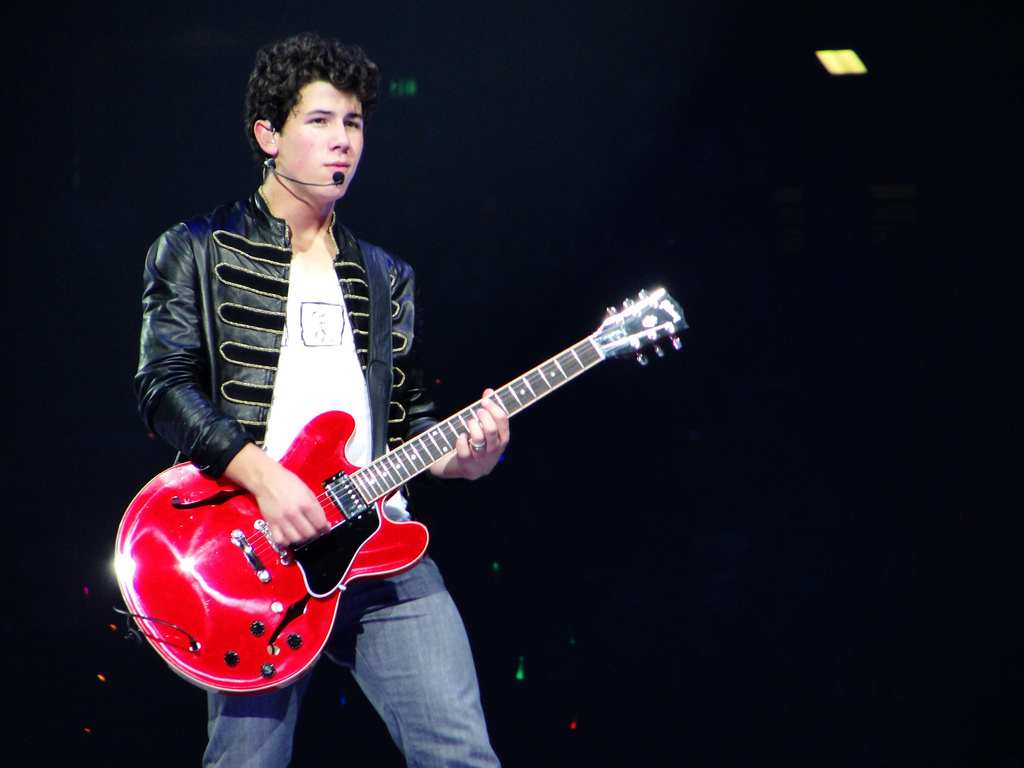
Nick Jonas en 2009.

Il fait une apparition dans un épisode de la série Hannah Montana avec ses frères, Joe et Kevin. Il joue également dans le téléfilm Camp Rock, avec Demi Lovato, qui a été diffusé en juin 2008 aux États-Unis et qui a été diffusé pour la première fois en France le 23 septembre 2008 sur Disney Channel et, par la suite, le 27 octobre 2008 sur M6 et le 2 novembre 2009 ainsi que le 6 janvier 2010 sur W9.
Il tourne aussi la série Jonas, sur Disney Channel. Cette série est suivie d'une saison 2 qui se nomme Jonas L. A. diffusée pour la première fois le 20 juin 2010 sur Disney Channel.
Le tournage de Camp Rock 2 : Le Face à face s'est déroulé à l'automne 2009 et le film fut diffusé le 21 septembre 2010 en France.
Il a aussi joué un des chérubins (voix) dans La Nuit au musée 2 avec ses deux frères Joe et Kevin.
En 2010, le jeune chanteur a aussi joué le personnage Marius dans Les Misérables qui était en tournée européenne en l'honneur du 25e anniversaire, le jeune Jonas reprendra le rôle de J. Pierrepont Finch dans la pièce How to Succeed in Business Without Really Trying.
Il a fait une apparition dans la première saison de la série télévisée Smash.
Le 18 mars 2013, Nick annonce sur Twitter qu'il fera partie du casting du film Manipulation (Careful What You Wish For) aux côtés d'Isabel Lucas.
En janvier 2015, il est annoncé au casting de la série Scream Queens aux côtés de Jamie Lee Curtis ou encore Emma Roberts.
En 2017, il fait partie du casting du film Jumanji : Bienvenue dans la jungle ainsi que de sa suite en 2019, Jumanji: Next Level, où il tient le rôle d'Alex.

## Engagements
Nick Jonas est un défenseur de la cause LGBT (lesbiennes, gay, bisexuels et personnes transgenres), et est également devenu une icône gay.
En 2016, pour protester contre les lois transphobes votées en Caroline du Nord, visant à réduire les droits accordés aux personnes transgenres, il décide, avec Demi Lovato, d'annuler leur concert prévu là-bas.

## Vie privée

### Relations
Nick Jonas a été en couple avec les artistes ; Miley Cyrus, Selena Gomez, Delta Goodrem et Olivia Culpo,,.

### Mariage et enfants
Le 26 juillet 2018, il annonce qu'il est désormais fiancé à l'actrice, Priyanka Chopra – de dix ans son aînée, qu'il fréquente depuis mai 2018,. Le 1er décembre 2018, ils se marient à Jodhpur, en Inde, dans le respect des traditions chrétiennes et hindoues lors d'un mariage qui a duré quatre jours.
Le 21 janvier 2022, le couple annonce par un communiqué l’arrivée de leur premier enfant via une mère porteuse. Malti Marie, prénom inspiré du sanskrit (Malti signifiant "petite fleur parfumée" ou "clair de lune") et du christianisme, est ainsi prénommée en référence aux origines de ses deux parents et est née le 15 janvier 2022 à l’hôpital de San Diego en Californie. Malheureusement, la petite Malti Marie a dû passer plus de 100 jours dans l'unité de soins intensifs néonatals, en raison de complications à la naissance. Finalement, Priyanka et Nick ont annoncé son arrivée à la maison sur la plateforme Instagram, le 8 mai.

### Problème de santé
Nick Jonas est diabétique insulino-dépendant (de type 1) depuis l'âge de 13 ans et est traité sous pompe à insuline.

## Discographie

### Album studio
- 2004 - Nicholas Jonas
- 2010 - Who I Am
- 2014 - Nick Jonas
- 2015 - Nick Jonas x2
- 2016 - Last Year Was Complicated (en)
- 2021 - Spaceman (en)

### Album avec lesJonas Brothers
- 2006 : It's About Time
- 2007 : Jonas Brothers
- 2008 : A Little Bit Longer
- 2009 : Lines, Vines and Trying Times
- 2013 : V
- 2019 : Happiness Begins
- 2023 : The Album

## Filmographie

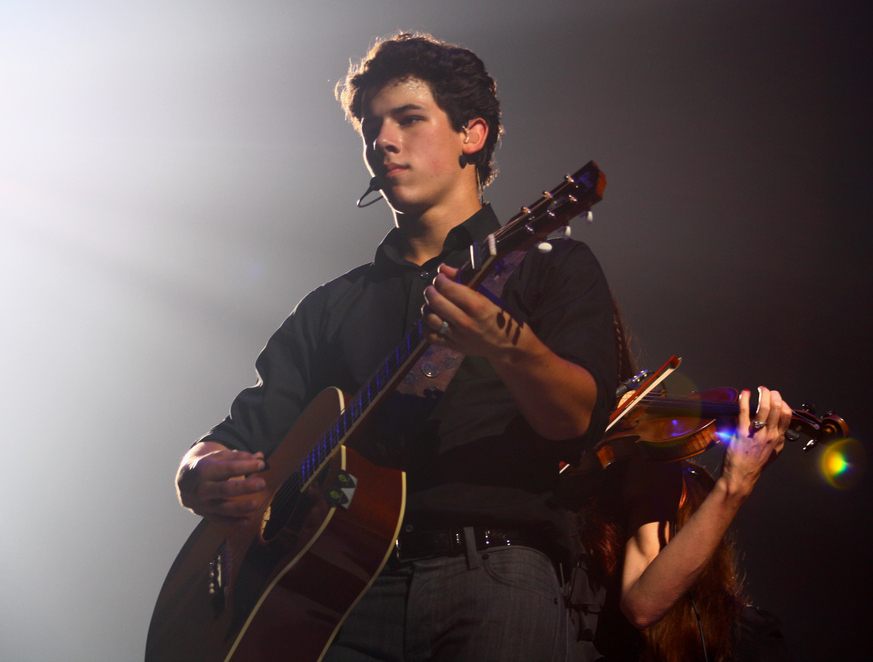
Nick Jonas en concert en 2009.

### Cinéma
- 2009 : Hannah Montana et Miley Cyrus : Le Film concert évènement : lui-même
- 2009 : Jonas Brothers : Le concert événement : lui-même
- 2009 : La Nuit au musée 2 : la voix de l'un des trois chérubins
- 2009 : Jonas Brothers : Burning up concert : lui-même
- 2009 : Band in a bus : lui-même
- 2010 : Jonas Brothers, Rock Tour : lui-même
- 2015 : Manipulation (Careful What You Wish For) de Elizabeth Allen Rosenbaum : Doug Martin
- 2016 : Goat d'Andrew Neel : Brett Land
- 2017 : Jumanji : Bienvenue dans la jungle (Jumanji: Welcome to the Jungle) de Jake Kasdan : Jefferson « Hydravion » McDonough
- 2017 : Ferdinand (Bande Originale)
- 2019 : UglyDolls : Lou
- 2019 : Midway de Roland Emmerich : Bruno Gaido
- 2019 : Jumanji: Next Level de Jake Kasdan : Jefferson « Hydravion » McDonough
- 2021 : Chaos Walking de Doug Liman : Davy Prentiss Jr.
- 2023 : Love Again : un peu, beaucoup, passionnément de Jim Strouse : Joel
- 2024 : Aux jours heureux de Robert Schwartzman  :  Renn Wheeland
- 2025 : Vous êtes cordialement invités (You're Cordially Invited) de Nicholas Stoller : Pasteur Luther

### Télévision
- 2007 : Hannah Montana : Lui-même (saison 2, épisode 16)
- 2008 : Camp Rock : Nate Gray, le frère de Shane et Jason
- 2009 : Jonas Brothers : Living the dream : Lui-même
- 2009-2010 : Jonas L. A. : Nick Jonas (lui-même)
- 2010 : Camp Rock 2 : Le Face à face : Nate Gray
- 2011 : Mr. Sunshine : Eli Cutler (saison 1, épisode 2)
- 2011 : Last Man Standing : Ryan (saison 1, épisode 10)
- 2012 : Submissions Only : le danseur seul (saison 2, épisode 8)
- 2012 : Smash : Lyle West (saison 1, épisodes 4 et 15)
- 2013 - 2015 : Hawaii 5-0 : Ian Wright (saison 4, épisode 8 et 22, et saison 5, épisode 12)
- 2014 - 2017 : Kingdom : Nate Kulina
- 2015 : Scream Queens : Boone Clemens (invité spécial, saison 1, 5 épisodes)

### Comédie musicale
- 2003 : Les Misérables : Gavroche
- 2010 : Les Misérables 25e anniversaire : Marius
- 2012 : How to Succeed in Business Without Really Trying : J. Pierrepont Finch

## Voix francophones
En France, Nick Jonas n'a pas encore de voix régulière. Hugo Brunswick et Gauthier Battoue l'ont doublé chacun à trois reprises.
En France
| - Hugo Brunswick dans : - Kingdom (série télévisée) - Goat - Dash and Lily (mini-série) - Gauthier Battoue dans : - Jumanji : Bienvenue dans la jungle - Jumanji: Next Level - Calls (série télévisée, voix) - Alexandre Nguyen dans : - Hannah Montana (série télévisée) - Camp Rock (téléfilm) - Aurélien Ringelheim (Belgique) dans : - Jonas L. A. (série télévisée) - Camp Rock 2 : Le Face à face (téléfilm) | - Hervé Rey dans (les séries télévisées) : - Scream Queens - Smash Et aussi - Paolo Domingo dans C'est moi le chef ! (série télévisée) - Julien Bouanich dans Hawaii 5-0 (série télévisée) - Alexandre Bierry dans Midway - Rayane Bensetti dans UglyDolls (voix et chant) - Jim Redler dans Chaos Walking - Julien Portugais dans Love Again : un peu, beaucoup, passionnément |

Au Québec

## Distinctions
Sauf indication contraire, les informations mentionnées dans cette section peuvent être confirmées par la base de données cinématographiques IMDb,  présente dans la section « Liens externes ».
| Année | Prix                                     | Catégorie                              | Nomination                                                                                        | Résultat   |
| ----- | ---------------------------------------- | -------------------------------------- | ------------------------------------------------------------------------------------------------- | ---------- |
| 2008  | 10e cérémonie des Teen Choice Awards     | Meilleur Fanatic fans                  | Avec Kevin Jonas et Joe Jonas dans Jonas L. A.                                                    | Nomination |
| 2009  | 11e cérémonie des Teen Choice Awards     | Meilleur acteur dans une série comique | Avec Kevin Jonas et Joe Jonas dans Jonas L. A.                                                    | Lauréat    |
| 2010  | 12e cérémonie des Teen Choice Awards     | Meilleur acteur dans une série comique | Avec Kevin Jonas et Joe Jonas dans Jonas L. A.                                                    | Lauréat    |
| 2010  | 23e cérémonie des Kids' Choice Awards    | Acteur de télévision préféré           | Jonas L. A.                                                                                       | Nomination |
| 2011  | 24e cérémonie des Kids' Choice Awards    | Acteur de télévision préféré           | Jonas L. A.                                                                                       | Nomination |
| 2015  | 28e cérémonie des Kids' Choice Awards    | Chanteur préféré                       | Nick Jonas                                                                                        | Lauréat    |
| 2017  | 43e cérémonie des People's Choice Awards | Acteur de prime préféré d'une série    | Nick Jonas                                                                                        | Nomination |
| 2018  | 20e cérémonie des Teen Choice Awards     | Voleur de vedette                      | Jumanji : Bienvenue dans la jungle                                                                | Nomination |
| 2018  | 75e cérémonie des Golden Globes          | Meilleure chanson originale            | "Home" dans Ferdinand – Nick Jonas, Justin Tanter et Nick Monson                                  | Nomination |
| 2018  | MTV Europe Music Awards 2018             | Meilleure scène mondiale               | Nick Jonas                                                                                        | Nomination |
| 2018  | MTV Movie & TV Awards 2018               | Meilleure équipe à l'écran             | Avec Dwayne Johnson, Kevin Hart, Jack Black, Karen Gillan dans Jumanji : Bienvenue dans la jungle | Nomination |